# U-182
O Unterseeboot 182 foi um submarino alemão da Kriegsmarine que serviu durante a Segunda Guerra Mundial.
O submarino foi afundado no dia 16 de Maio de 1943 a noroeste da Ilha da Madeira a partir de cargas de profundidade lançadas do destroyer norte-americano USS MacKenzie, causando a morte de todos os 61 tripulantes.

## Comandante
| Comandante                   | Período                                  |
| ---------------------------- | ---------------------------------------- |
| Kptlt. Asmus Nicolai Clausen | 30 de Junho de 1942 - 16 de Maio de 1943 |

## Carreira

### Subordinação
| 30 de Junho de 1942 - 30 de Novembro de 1942 | 4. Unterseebootsflottille  |
| 1 de Dezembro de 1942 - 16 de Maio de 1943   | 12. Unterseebootsflottille |

### Patrulhas
|       | Comandante                   | Partida    | Partida | Chegada     | Chegada  | Dias     | Toneladas |
| ----- | ---------------------------- | ---------- | ------- | ----------- | -------- | -------- | --------- |
| 1     | Kptlt. Asmus Nicolai Clausen | 9 Dez 1942 | Horten  | 16 Mai 1943 | Afundado | 159 dias | 30,071    |
| Total | Total                        | Total      | Total   | Total       | Total    | 159 dias | 30 071 t  |

### Sucessos
| Data        | Comandante            | Nome da Embarcação | Toneladas | Nacionalidade  |
| ----------- | --------------------- | ------------------ | --------- | -------------- |
| 15 Jan 1943 | Asmus Nicolai Clausen | Ocean Courage      | 7 173     | Reino Unido    |
| 17 Fev 1943 | Asmus Nicolai Clausen | Llanashe           | 4 836     | Reino Unido    |
| 10 Mar 1943 | Asmus Nicolai Clausen | Richard D. Spaight | 7 177     | Estados Unidos |
| 5 Abr 1943  | Asmus Nicolai Clausen | Aloe               | 5 047     | Reino Unido    |
| 1 Mai 1943  | Asmus Nicolai Clausen | Adelfotis          | 5 838     | Grécia         |
| Total       | Total                 | Total              | 30 071    |                |